# Nguyễn Quang Thiện
Nguyễn Quang Thiện, sinh năm 1625, không rõ năm mất, quê tại xã Triều Khẩu, huyện Hưng Nguyên, trấn Nghệ An, nay là xã Hưng Khánh, huyện Hưng Nguyên, tỉnh Nghệ An. Ông thi Đình đậu đệ tam giáp đồng tiến sĩ xuất thân năm Cảnh Trị 2 (1664), được bổ làm Giám sát ngự sử.

## Thân thế
Nguyễn Quang Thiện sinh năm 1625, nguyên gốc tại thôn Thịnh Mỹ, huyện Lôi Dương nay là huyện Thọ Xuân, tỉnh Thanh Hóa, sau đó di cư vào vùng Triều Khẩu, huyện Hưng Nguyên, năm 25 tuổi thi Hương đậu Cử nhân. Năm 1664 đậu Đệ tam giáp đồng tiến sĩ xuất thân niên hiệu Cảnh Trị 2 đời vua Lê Huyền Tông 3.

## Sự nghiệp
Hiện có rất ít tài liệu nói về nhân vật Nguyễn Quang Thiện, chỉ nêu một ít ở Văn bia tiến sĩ tại Văn Miếu - Quốc tử giám, sách Đại Việt sử ký toàn thư và gia phả dòng họ nay đã chuyển đến xã Văn Thành, huyện Yên Thành, tỉnh Nghệ An 1.
Theo Bia số 43, năm Vĩnh Thịnh thứ 13 đề tên Tiến sĩ khoa Giáp Thìn, niên hiệu Cảnh Trị 2 được lập năm Vĩnh Thịnh thứ 13 (tức là năm 1719), triều vua Lê Dụ Tông, khoa thi không có đệ nhất giáp mà có đệ nhị giáp và đệ tam giáp, gồm:
Đỗ Đệ nhị giáp Tiến sĩ xuất thân 1 người:
- Nguyễn Viết Thứ: xã Sơn Đồng, huyện Đan Phượng.
Đỗ Đệ tam giáp Đồng tiến sĩ xuất thân 12 người:
- Lương Mậu Huân: xã Chương Dương, huyện Thượng Phúc.
- Vũ Duy Đoán: xã Mộ Trạch, huyện Đường An.
- Vũ Công Bình: xã Mộ Trạch, huyện Đường An.
- Ngô Sách Dụ: xã Tam Sơn, huyện Đông Ngạn.
- Nguyễn Quang Thiện: xã Triều Khẩu, huyện Hưng Nguyên.
- Nhữ Tiến Dụng: xã Hoạch Trạch, huyện Đường An.
- Nguyễn Sự Giáo: xã Mỹ Sơn, huyện Thanh Chương.
- Nguyễn Tiến Tài: xã Nhân Thành, huyện Thanh Chương.
- Trần Lương Bật: xã Cổ Am, huyện Vĩnh Lại.
- Ngô Hải: xã Đường Hào, huyện Đường Hào.
- Bùi Tông: xã Thọ Lão, huyện An Lạc.
- Lê Hy: xã Thạch Khê, huyện Đông Sơn.

Năm 1665, ông được vua Cảnh Trị ban chức Giám sát ngự sử, về việc này Đại Việt sử ký toàn thư viết:
Ất Tỵ, Cảnh Trị năm thứ 3 [1665], (Minh Vĩnh Lịch năm thứ 19; Thanh Khang Hy năm thứ 4). Mùa xuân, tháng 3, cho các chức trong ngoài được thăng cấp. Lấy Hàn lâm viện thị giảng Đặng Công Chất làm Công bộ hữu thị lang, Lê Đức Vọng làm thừa chính sứ xứ Hải Dương, Nguyễn Vỹ làm thừa chính sứ xứ Yên Quảng, Phạm Duy Chất làm Đông các đại học sĩ, Nguyễn Vĩnh làm tham chính xứ Nghệ An, Phạm Lập Lễ làm tham chính xứ Sơn Tây, Bùi Định Viên làm Đông các học sĩ, Nguyễn Công Bích làm Thái đường tự khanh, Nguyễn Đình Chính làm Phụng Thiên phủ doãn, Phạm Chất, Lê Đắc Toàn, Uông Nhuệ, Lương Nghị, Lê Vinh, Hoàng Đức Đôn đều làm đô, cấp sự trung; Nguyễn Vinh Thịnh, Vũ Bật Hài làm đề hình giám sát ngự sử; Đỗ Thiện Chính, Nguyễn Công Bật, Vũ Cầu Hối, Lê Chí Đạo, Lê Nhân Kiệt, Đàm Đặng Dụng đều làm cấp sự trung; Lại Đăng Tiến, Lê Trí Bình, Mai Trọng Hoà, Phi Đăng Nhiệm đều làm hiến sát sứ; Vũ Công Bình, Ngô Sách Dụ làm Hàn lâm viện hiệu thảo; Nguyễn Đình Trụ, Nguyễn Quang Thiện, Lê Thức, Nguyễn Sĩ Giáo, Nhữ Tiến Dụng, Lương Mậu Huân, Vũ Trác Lạc, Nguyễn Viết Dương, Nguyễn Tiến Tài, Bùi Tông đều làm giám sát ngự sử. Lại lấy Kinh lịch Nguyễn Quang Nhạc làm tư nghiệp, Nguyễn Đăng Minh làm hiến sát sứ xứ Hưng Hoá; Trương Luận Đạo, Lê Thuần Phỉ, Ninh Đạt, Lê Liêu, Nguyễn Cung đều làm giám sát ngự sử. 1
Còn theo gia phả họ Nguyễn Duy ở xã Văn Thành, huyện Yên Thành tỉnh Nghệ An, sau khi làm Giám sát ngự sử, Nguyễn Quang Thiện làm thừa chính sứ Nghệ An, tuy nhiên chưa có tài liệu chính sử nào khẳng định điều này.

## Hậu duệ
Họ Nguyễn Duy ở xã Văn Thành, huyện Yên Thành, tỉnh Nghệ An được xem là hậu duệ của Nguyễn Quang Thiện, cháu 4 đời của Nguyễn Quang Thiện là Nguyễn Văn Thịnh đến thôn Yên Phú, xã Văn Thành lập làng, ông này sau được vua Thành Thái sắc phong là "Bản cảnh thành hoàng, yên thổ phú dân, trung lương thịnh đức, linh phù chi thần" - vua Khải Định gia phong "Đôn nghi chi thần".
Nhân vật Nguyễn Kiệm cũng là hậu duệ của Nguyễn Quang Thiện, hiện tên của Nguyễn Kiệm được đặt cho một tên đường tại thành phố Hồ Chí Minh.